# Baron Corbin
 (juin 2021).
Thomas Pestock (né le 13 septembre 1984 à Lenexa (Kansas)) est un catcheur (lutteur professionnel) américain. Il est connu pour son travail à la World Wrestling Entertainment, sous le nom de Baron Corbin.

## Biographie

### Carrière dans la boxe (2003)
En 2003, Pestock commence à pratiquer la boxe et remporte à deux reprises les Golden Gloves régionales du Kansas-Missouri. Il participe au tournoi national des Golden Gloves en 2008 et perd en quart de finale face à Andrae Cathron.

### Carrière dans le football américain (2004-2011)
Pestock joue au football au sein de l'équipe de l'Université d'état du Nord-Ouest du Missouri (en) au poste d'offensive guard de 2004 à 2008. Il participe ensuite à la draft 2009 de la NFL mais n'est pas retenu. Cependant, les Colts d'Indianapolis l'engagent comme agent libre le 27 avril 2009 en août avant de le renvoyer une première fois le 13 août et de le réintégrer six jours plus tard,. Le 5 septembre, les Colts le renvoient. Le 18 janvier 2010, il intègre le camp d'entraînement des Cardinals de l'Arizona. Durant cette période, il se retrouve impliqué dans une bagarre au cours de l'entraînement du 2 août. Le 3 septembre, son contrat prend fin et les Cardinals le réengagent six jours plus tard. Pestock reste au camp d'entraînement jusqu'au 2 septembre 2011.

## Carrière dans le catch

### World Wrestling Entertainment (2012-2024)

#### Passage à laNXT(2012-2016)
Le 11 août 2012, il signe officiellement avec la World Wrestling Entertainment. 
Le 8 mai 2013 à NXT, il fait ses débuts dans le show jaune en tant que Face, sous le nom de Baron Corbin, dispute son premier match, mais perd face à Damien Sandow.
Le 11 septembre 2014 à NXT TakeOver: Fatal 4-Way, il bat CJ Parker. Le 11 décembre à NXT TakeOver: R Evolution, il bat Tye Dillinger. Le 11 février 2015 à NXT TakeOver: Rival, il bat Bull Dempsey dans un No Disqualification match.
Le 13 mai à NXT, il bat Solomon Crowe. Après le combat, il effectue un Heel Turn en provoquant une bagarre avec Rhyno, venu le défier, mais les deux hommes seront séparés par les autres catcheurs du brand. Le 20 mai à NXT TakeOver: Unstoppable, il bat Rhyno.
Le 22 août à NXT TakeOver: Brooklyn, il perd face à Samoa Joe par soumission Le 7 octobre à NXT TakeOver: Respect, Rhyno et lui battent American Alpha (Chad Gable et Jason Jordan) en demi-finale du tournoi Dusty Rhodes Tag Team Classic. Plus tard dans la soirée, les deux hommes ne remportent pas le tournoi, battus par Finn Bálor et Samoa Joe en finale. 
Le 16 décembre à NXT TakeOver: London, il bat Apollo Crews. Le 1er avril 2016 à NXT TakeOver: Dallas, il perd face à Austin Aries.

#### Débuts dans le roster principal & champion des États-Unis (2016-2018)

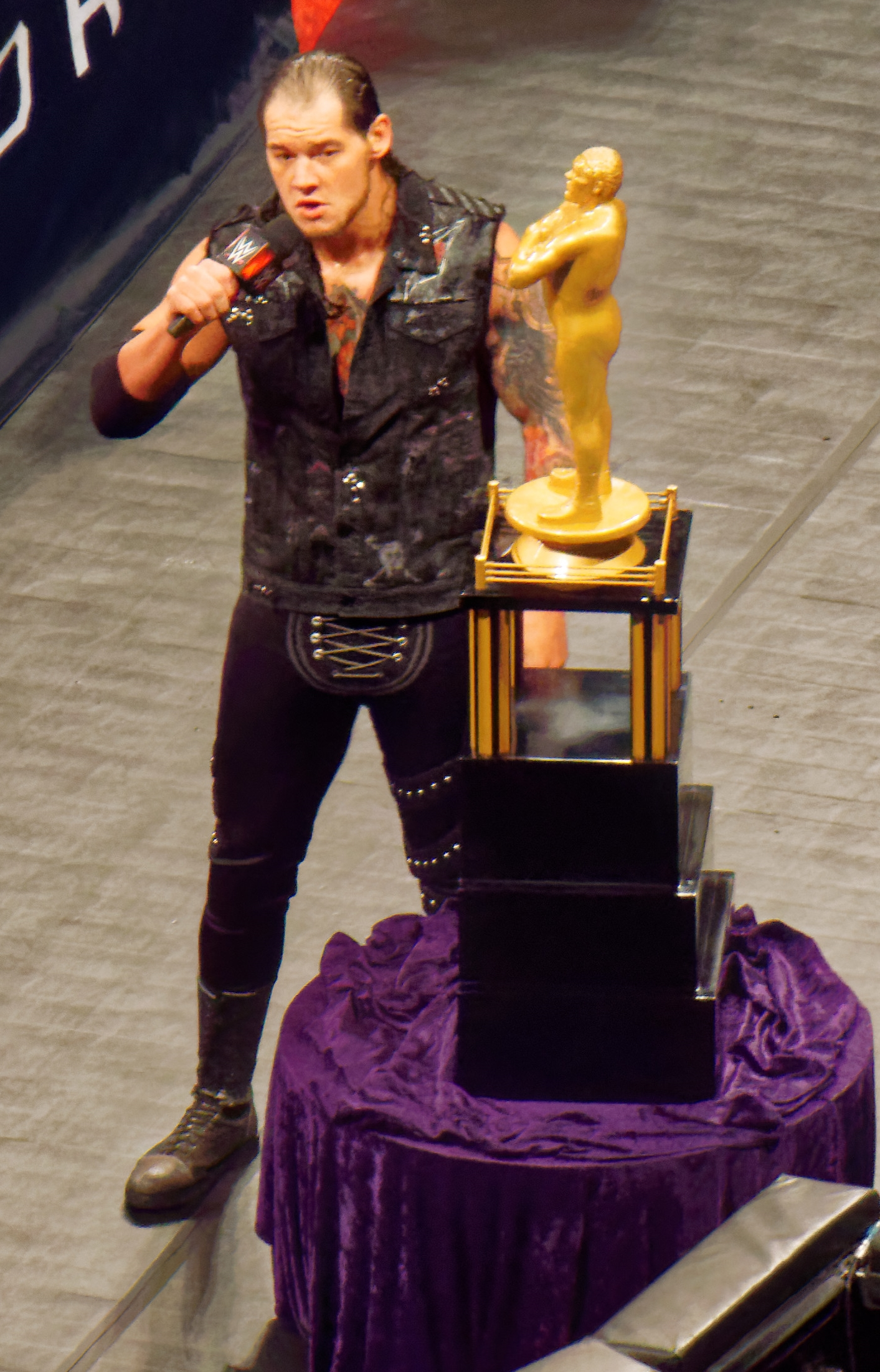
Baron Corbin remporte le trophée en la mémoire d'André The Giant à WrestleMania 32.

Le 3 avril à WrestleMania 32, il fait ses débuts dans le roster principal et remporte la André the Giant Memorial Battle Royal en éliminant Kane en dernier. 
Le 4 avril à Raw, il dispute son premier match dans le show rouge contre Dolph Ziggler, mais leur combat se termine en Double Count Out.  Le 1er mai lors du pré-show à Payback, il perd face au même adversaire. Le 22 mai lors du pré-show à Extreme Rules, il prend sa revanche sur son même opposant dans un No Disqualification match. Le 19 juin à Money in the Bank, il rebat Dolph Ziggler.
Le 19 juillet à SmackDown Live, Shane McMahon annonce qu'il est officiellement transféré au show bleu. Le 11 septembre lors du pré-show à Backlash, il rebat Apollo Crews. Le 9 octobre à No Mercy, il bat Jack Swagger. Le 4 décembre à TLC, il bat Kalisto dans un Chairs match.
Le 29 janvier 2017 au Royal Rumble, il entre dans son tout premier Men's Royal Rumble match en 13e position, élimine Braun Strowman avant d'être lui-même éliminé par l'Undertaker. Le 12 février à Elimination Chamber, il ne remporte pas le titre de la WWE, battu par Bray Wyatt dans son tout premier Men's Elimination Chamber match qui inclut également AJ Styles, Dean Ambrose, John Cena et The Miz. 
Le 2 avril lors du pré-show à WrestleMania 33, il ne remporte pas le titre Intercontinental, battu par The Lunatic Frange. Le 21 mai à Backlash, il perd face à Sami Zayn. Le 18 juin à Money in the Bank, il remporte la mallette, battant ainsi AJ Styles, Dolph Ziggler, Kevin Owens, Sami Zayn et Shinsuke Nakamura. 
Le 23 juillet à Battleground, il perd face au Japonais par disqualification. Le 15 août à SmackDown Live, il interrompt le match entre Jinder Mahal et John Cena en attaquant les deux hommes avec sa mallette. Il utilise son contrat, mais ne remporte pas le titre de la WWE, battu par l'Indien, car distrait par le second.  Le 20 août à SummerSlam, il perd face à John Cena.
Le 8 octobre à Hell in a Cell, il devient le nouveau champion des États-Unis en battant Tye Dillinger et AJ Styles dans un Triple Threat match, remporte le titre pour la première fois de sa carrière et son premier titre dans le roster principal. Le 19 novembre aux Survivor Series, il bat le champion Intercontinental, The Miz, dans un Champion vs. Champion match[réf. nécessaire]. Le 17 décembre à Clash of Champions, il ne conserve pas sa ceinture, battu par Dolph Ziggler dans un Triple Threat match qui inclut également Bobby Roode, ce qui met fin à un règne de 70 jours.
Le 28 janvier 2018 au Royal Rumble, il entre dans le Men's Royal Rumble match en 4e position, mais se fait éliminer par Finn Bálor. Le 11 mars à Fastlane, il ne remporte pas le titre de la WWE, battu par AJ Styles dans un 6-Pack Challenge qui inclut également Dolph Ziggler, John Cena, Kevin Owens et Sami Zayn. Le 8 avril lors du pré-show à WrestleMania 34, il ne remporte pas la André the Giant Memorial Battle Royal, gagné par "Woken" Matt Hardy.

#### Manager Général deRawpar intérim et diverses rivalités (2018-2019)
Le 16 avril à Raw, lors du Superstar Shake-Up, il est annoncé être officiellement transféré au show rouge. 
Le 27 avril au Greatest Royal Rumble, il entre dans le 50-Men Royal Rumble match en 38e position, mais se fait éliminer par Randy Orton. Le 11 juin à Raw, il arbore un nouveau look, costumé et tête rasée, ce qui symbolise l'autorité qu'il incarne.
Le 15 juillet à Extreme Rules, il perd face à Finn Bálor. Le 19 août à SummerSlam, il reperd face au même adversaire vêtu de sa forme démoniaque. Le lendemain à Raw, il perd face à Bobby Lashley. Plus tard, il se plaint auprès de Stephanie McMahon de l'incompétence de Kurt Angle en tant que GM du show rouge. La commissionnaire oblige le Hall of Famer à prendre quelques jours de vacances et il est nommé GM par intérim. 
Le 2 novembre à Crown Jewel, il aide Brock Lesnar à redevenir champion Universel en frappant Braun Strowman sur la tête avec une chaise avant le début du combat. Le 16 décembre à TLC, il perd face au Monster Among Men dans un TLC match, ce qui fait qu'il est viré de son poste de GM intérimaire et permet à son adversaire d'être aspirant n°1 au titre Universel au Royal Rumble. 
Le 27 janvier 2019 au Royal Rumble, il entre dans le Men's Royal Rumble match en 23e position, mais se fait éliminer par Braun Strowman. Le 17 février à Elimination Chamber, il prend sa revanche sur sur ce dernier dans un No Disqualification match, aidé par les interventions extérieures de Bobby Lashley et Drew McIntyre. Le 10 mars à Fastlane, ses deux compères et lui perdent face au Shield dans un 6-Man Tag Team match. 
Le 7 avril à WrestleMania 35, il bat Kurt Angle dans un Farewell match.  Le 19 mai à Money in the Bank, il ne remporte pas la mallette, gagnée par Brock Lesnar.  Le 7 juin à Super ShowDown, il ne remporte pas le titre Universel, battu par Seth Rollins. Le 23 juin à Stomping Grounds, il ne remporte pas la ceinture, rebattu par son même adversaire avec Lacey Evans comme arbitre spéciale du match. 
Le 14 juillet à Extreme Rules, The Sassy Southern Belle et lui ne remportent pas les titre féminin de Raw et titre Universel, battus par Becky Lynch et son même opposant dans un Last Chance Winner Takes All Mixed Tag Team Extreme Rules match.

#### King Corbin (2019-2021)
Le 16 septembre à Raw, il remporte le tournoi King of the Ring en battant Chad Gable en finale et se fait désormais appeler King Corbin.
Le 14 octobre à Raw, lors du Draft, il est annoncé être officiellement transféré à SmackDown par Stephanie McMahon. Le 31 octobre à Crown Jewel, l'équipe de Ric Flair, dont il fait partie, perd face à celle d'Hulk Hogan dans un 10-Man Tag Team match. Le 24 novembre aux Survivor Series, l'équipe SmackDown, dont il fait partie, bat celles de Raw et NXT dans un Men's 5-on-5 Traditional Survivor Series Triple Threat Elimination Tag Team match. Le 15 décembre à TLC, il bat Roman Reigns dans un TLC match, aidé par les interventions extérieures de Dolph Ziggler et des Revival. 
Le 26 janvier 2020 au Royal Rumble, il perd le match revanche face au Samoan dans un Falls Count Anywhere match.  Le 27 février à Super ShowDown, il reperd face au même adversaire dans un Steel Cage match. 
Le 4 avril à WrestleMania 36, il perd face à Elias. Le 10 mai à Money in the Bank, il ne remporte pas la mallette, gagnée par Otis. 
Le 30 août à Payback, il perd face à Matt Riddle. 
Le 22 novembre aux Survivor Series, l'équipe SmackDown, dont il fait partie, perd face à celle de Raw dans un Men's 5-on-5 Traditional Survivor Series Elimination Tag Team match. Le 20 décembre lors du pré-show à TLC, Sami Zayn, Cesaro, Shinsuke Nakamura et lui perdent face à Big E, Otis, Chad Gable et Daniel Bryan dans un 8-Man Tag Team match.
Le 31 janvier 2021 au Royal Rumble, il entre dans le Men's Royal Rumble match en 19e position, élimine Shinsuke Nakamura et Otis avant d'être lui-même éliminé par Dominik Mysterio. Le 21 février à Elimination Chamber, il ne devient pas aspirant n°1 au titre Universel, battu par Daniel Bryan dans un Elimination Chamber match qui inclut également Cesaro, Jey Uso, Kevin Owens et Sami Zayn. 
Le 9 avril à SmackDown special WrestleMania, il ne remporte pas la André The Giant Memorial Battle Royal, gagnée par Jey Uso. Le 18 juin à SmackDown, il ne conserve pas sa couronne, battu par le Japonais dans un Battle for the Crown match.  
Le 21 août lors du pré-show à SummerSlam, il perd face à Big E. Après le combat, son adversaire récupère la mallette qu'il lui avait volé.

#### Happy Corbin (2021-2022)
Le 1er octobre à SmackDown, il fait son retour en compagnie de Madcap Moss avec qui il s'allie officiellement, sous le nom de Happy Corbin, et bat Kevin Owens. Le 21 novembre aux Survivor Series, l'équipe SmackDown, dont il fait partie, perd face à celle de Raw dans un Men's 5-on-5 Traditional Survivor Series Elimination Tag Team match.
Le 29 janvier 2022 au Royal Rumble, il entre dans le Men's Royal Rumble match en 15e position, élimine Ricochet, Dominik Mysterio et Rick Boogs avant d'être lui-même éliminé par Drew McIntyre. 
Le 2 avril à WrestleMania 38, il perd face au Scottish Warrior. Cinq soirs plus tard à SmackDown, il met officiellement fin à son alliance avec Madcap Moss et provoque le Face Turn de ce dernier en l'attaquant dans le dos. Le 8 mai à WrestleMania Backlash, il perd face à son ancien partenaire. Le 5 juin à Hell in a Cell, il reperd face au même adversaire dans un No Holds Barred match. Le 30 juillet à SummerSlam, il perd face à Pat McAfee.   
Le 3 septembre à SmackDown, il perd face à Shinsuke Nakamura. Après le combat, dans les coulisses, une limousine se gare devant lui et une voix mystérieuse l'invite à monter, ce qui marque la dernière apparition de sa gimmick.

#### Baron Corbin, retour àNXTet champion par équipes deNXTavec Bron Breakker (2022-2024)
Le 17 octobre à Raw, il fait son retour au show rouge en compagnie de JBL, sous le nom de Baron Corbin, et bat Dolph Ziggler.
Le 28 janvier 2023 au Royal Rumble, il entre dans le Men's Royal Rumble match en 14e position, mais se fait éliminer par Seth "Freakin" Rollins en 7 secondes. Le 6 février à Raw, son alliance avec JBL prend fin. Le 31 mars à WrestleMania SmackDown, il ne remporte pas le André The Giant Memorial Battle Royal, gagnée par Bobby Lashley.
Le 1er mai, lors du Draft, il est annoncé être officiellement un agent libre de la compagnie. Le 30 mai à NXT, il fait son retour dans le show jaune et attaque Carmelo Hayes.
Le 30 septembre à NXT No Mercy, il bat Bron Breakker.
Le 9 décembre à NXT Deadline, il ne remporte pas le titre de NXT, battu par Ilja Dragunov. 
Le 2 janvier 2024 à NXT: New Year's Evil, il s'allie officiellement avec Bron Breakker et les deux hommes forment un duo appelé Wolf Dogs. Le 4 février à Vengeance Day, ils remportent le tournoi Dusty Rhodes Tag Team Classic en battant Carmelo Hayes et Trick Williams en finale et deviennent aspirants n°1 aux titres par équipes de NXT. Neuf soirs plus tard à NXT, ils deviennent les nouveaux champions par équipes de NXT en battant The D'Angelo Family (Tony D'Angelo et Channing "Stacks" Lorenzo) et remportent les titres pour la première fois de leurs carrières.
Le 6 avril à NXT Stand & Deliver, ils conservent leurs titres en battant Axiom et Nathan Frazer. Trois soirs plus tard à NXT, ils ne conservent pas leurs ceintures, battus par leurs mêmes adversaires dans un match revanche, ce qui met fin à un règne de 56 jours.

#### Retour àSmackDownet licenciement (2024)
Le 26 avril à SmackDown, lors du Draft, il est annoncé être officiellement transféré au show bleu. Le 10 mai à SmackDown, il effectue un Face Turn, mais perd face à Carmelo Hayes au premier tour du tournoi King of the Ring.
Le 1er novembre, il est licencié par la compagnie.

## Palmarès
- Major League Wrestling
  - 1 fois MLW World Tag Team Championship avec Donovan Dijak (actuel)
- World Wrestling Entertainment
  - 1 fois Champion des États-Unis de la WWE
  - Vainqueur de la bataille royale en la mémoire d'André le Géant (2016)
  - Vainqueur du Money in the Bank (2017)
  - Vainqueur du King of the Ring (2019)
  - Vainqueur du Dusty Rhodes Tag Team Classic (avec Bron Breakker)
  - 1 fois champion par équipes de NXT - avec Bron Breakker

## Récompenses des magazines
- Pro Wrestling Illustrated

| Année | 2014 | 2015 | 2016 | 2017 | 2018 | 2019 | 2020 | 2021       | 2022 | 2023 | 2024 |
| ----- | ---- | ---- | ---- | ---- | ---- | ---- | ---- | ---------- | ---- | ---- | ---- |
| Rang  | 274  | 86   | 53   | 49   | 56   | 39   | 41   | Non classé | 134  | 299  | 453  |